# 亚历杭德罗·勒鲁克斯
亚历杭德罗·莱罗克斯·加西亚（西班牙語：Alejandro Lerroux García，1864年3月4日—1949年6月25日），亚历杭德罗·莱罗克斯是一位西班牙第二共和国时代的政治家、激进共和党领袖。他从1933年至1935年三次组阁担任共和国总理，也曾担任过多个内阁部长职位。他是一位颇具魅力的中间派政治家，并以擅长煽动式演讲以及民粹主义的政治风格而著称，他在任期间发生了阿斯图里亚斯矿工罢工事件。莱罗克斯其后因“斯特拉佩罗事件“（与赌博合法化有关的腐败案件）而名誉扫地，此事件也彻底破坏了他与右翼间的联盟，甚至削弱了他在激进共和党内的地位。在1936年西班牙大选过后，莱罗克斯失去了议会的席位，随着同年内战的爆发，他被迫流亡到葡萄牙。他于1947年结束流亡回到了西班牙，两年后在马德里去世。